# Solko van den Bergh
Solko Johannes van den Bergh (født 4. juni 1854 i Haag, død 25. december 1916 smst) var en hollandsk skytte, som deltog i OL 1900 i Paris.
Bergh deltog i flere skydningsdiscipliner ved OL. Han deltog i 50 m pistol individuelt og som en del af det hollandske hold. Individuelt blev han nummer 18 med 331 point. Resultaterne fra den individuelle konkurrence udgjorde også holdkonkurrencen, hvor fem skytter fra hver nation deltog. Her kom Bergh sammen med Dirk Boest Gips, Henrik Sillem, Antoine Bouwens og Anthony Sweijs på en tredjeplads med 1876 point efter Schweiz (2271 point) og Frankrig (2293 point), mens Belgien blev nummer fire (1823 point).

Bergh deltog også i de tre discipliner, 300 m fri riffel stående, knælende og liggende. Han blev med 239 point nummer 26 (delt) i stående, med 274 point nummer 20 i knælende og med 292 point nummer 20 liggende.
Resultaterne i de tre discipliner udgjorde en selvstændig konkurrence, 300 m fri riffel (tre positioner), hvor han scorede 805 point individuelt og blev nummer 27. Også her blev holdkonkurrencen afgjort ved at samle de individuelle resultater, og Holland fik i alt 4.221 point, hvilket gav en samlet femteplads.